# Dinamarca en los Juegos Mundiales de Breslavia 2017
Dinamarca fue uno de los 102 países que participaron en los Juegos Mundiales de 2017 celebrados en Breslavia, Polonia.
La delegación danesa estuvo compuesta por un total de 30 atletas que participaron en un total de 25 disciplinas de 10 deportes.
Los atletas de Dinamarca ganaron un total de seis medallas en esta edición de los Juegos Mundiales, todas fueron de oro y con esto se colocaron en la posición 12 del medallero general. 
Esta fue la mejor participación de Dinamarca en la historia del evento.
| Oro | Plata | Bronce |
| --- | ----- | ------ |
| 6   | 0     | 0      |

## Baile deportivo

### Baile latino
| Atleta                                | Primera ronda | Primera ronda | Primera ronda | Primera ronda | Primera ronda | Semifinal | Semifinal   | Semifinal | Semifinal | Semifinal | Final       | Final       | Final | Final     | Final | Posición |
| Atleta                                | Samba         | Cha cha cha   | Rumba         | Pasodoble     | Jive          | Samba     | Cha cha cha | Rumba     | Pasodoble | Jive      | Samba       | Cha cha cha | Rumba | Pasodoble | Jive  | Posición |
| ------------------------------------- | ------------- | ------------- | ------------- | ------------- | ------------- | --------- | ----------- | --------- | --------- | --------- | ----------- | ----------- | ----- | --------- | ----- | -------- |
| Parejas                               |               |               |               |               |               |           |             |           |           |           |             |             |       |           |       |          |
| Malthe Brinch Rohde y Sandra Sørensen | 11            | 8             | 8             | 7             | 9             | 11        | 8           | 8         | 8         | 2         | colspan="5" | 7           |       |           |       |          |

## Bochas
| Varonil                               |                      |    |   |                                            |      |            |            |            |            |            |
| Morten Junge Olsen                    | Petanca de precisión | 77 | 6 | -                                          | -    | eliminado  | eliminado  | eliminado  | eliminado  | eliminado  |
| Morten Junge Olsen y Anders Enlardsen | Petanca doble        | –  | – | # Thanakorn Sangkaew y Sarawut Sriboonpeng | 5:13 | eliminados | eliminados | eliminados | eliminados | eliminados |
| Morten Junge Olsen y Anders Enlardsen | Petanca doble        | –  | – | # Manuel Romero y Enrique Catalán          | 6:11 | eliminados | eliminados | eliminados | eliminados | eliminados |

## Bolos
| Atleta                         | Categoría  | Clasificación | Clasificación | Fase de grupos                              | Fase de grupos | Octavos de final | Octavos de final | Cuartos de final                    | Cuartos de final | Semifinal  | Semifinal  | Final/Medalla de bronce | Final/Medalla de bronce | Posición   |
| Atleta                         | Categoría  | Puntos        | Posición      | Oponente                                    | Resultado      | Oponente         | Resultado        | Oponente                            | Resultado        | Oponente   | Resultado  | Oponente                | Resultado               | Posición   |
| ------------------------------ | ---------- | ------------- | ------------- | ------------------------------------------- | -------------- | ---------------- | ---------------- | ----------------------------------- | ---------------- | ---------- | ---------- | ----------------------- | ----------------------- | ---------- |
| Femenil                        |            |               |               |                                             |                |                  |                  |                                     |                  |            |            |                         |                         |            |
| Rikke Agerbo                   | Individual | 1228          | 24            | –                                           | –              | eliminada        | eliminada        | eliminada                           | eliminada        | eliminada  | eliminada  | eliminada               | eliminada               | eliminada  |
| Britt Brøndsted                | Individual | 1233          | 23            | –                                           | –              | eliminada        | eliminada        | eliminada                           | eliminada        | eliminada  | eliminada  | eliminada               | eliminada               | eliminada  |
| Rikke Agerbo y Britt Brøndsted | Dobles     | –             | –             | # Eliisa Hiltunen y Sanna Pasanen           | 905:908        | –                | –                | eliminadas                          | eliminadas       | eliminadas | eliminadas | eliminadas              | eliminadas              | eliminadas |
| Rikke Agerbo y Britt Brøndsted | Dobles     | –             | –             | # Mirai Ishimoto y Hikaru Takekawa          | 772:885        | –                | –                | eliminadas                          | eliminadas       | eliminadas | eliminadas | eliminadas              | eliminadas              | eliminadas |
| Rikke Agerbo y Britt Brøndsted | Dobles     | –             | –             | # Kelly Kulick y Danielle McEwan            | 870:936        | –                | –                | eliminadas                          | eliminadas       | eliminadas | eliminadas | eliminadas              | eliminadas              | eliminadas |
| Varonil                        |            |               |               |                                             |                |                  |                  |                                     |                  |            |            |                         |                         |            |
| Jesper Agerbo                  | Individual | 1251          | 26            | –                                           | –              | eliminado        | eliminado        | eliminado                           | eliminado        | eliminado  | eliminado  | eliminado               | eliminado               | eliminado  |
| Thomas Larsen                  | Individual | 1420          | 1             | –                                           | –              | # Juhani Tonteri | 2:1              | # Salvatore Polizzotto              | 1:2              | eliminado  | eliminado  | eliminado               | eliminado               | eliminado  |
| Jesper Agerbo y Thomas Larsen  | Dobles     | –             | –             | # Salvatore Polizzotto y Massimiliano Celli | 1062:869       | –                | –                | # Ricardo Lecuona y Arturo Quintero | 845:864          | eliminados | eliminados | eliminados              | eliminados              | eliminados |
| Jesper Agerbo y Thomas Larsen  | Dobles     | –             | –             | # Qi En Kuek y Marcus Kiew                  | 918:1015       | –                | –                | # Ricardo Lecuona y Arturo Quintero | 845:864          | eliminados | eliminados | eliminados              | eliminados              | eliminados |
| Jesper Agerbo y Thomas Larsen  | Dobles     | –             | –             | # Yuhi Shimbata y Shogo Wada                | 853:778        | –                | –                | # Ricardo Lecuona y Arturo Quintero | 845:864          | eliminados | eliminados | eliminados              | eliminados              | eliminados |

## Deportes aéreos
| Atleta          | Categoría                      | Ronda 1 | Ronda 2 | Ronda 3 | Ronda 4 | Ronda 5 | Ronda 6 | Ronda 7 | Ronda 8 | Ronda 9 | Ronda 10 | Ronda 11 | Ronda 12 | Puntuación total | posición |
| --------------- | ------------------------------ | ------- | ------- | ------- | ------- | ------- | ------- | ------- | ------- | ------- | -------- | -------- | -------- | ---------------- | -------- |
| Mixto           |                                |         |         |         |         |         |         |         |         |         |          |          |          |                  |          |
| Christian Weber | Paracaidismo - Canopy Piloting | 31      | 30      | 21      | 20      | 1       | 1       | 4       | 24      | 13      | 19       | 15       | 35       | 229.000          | 20       |

## Gimnasia

### Trampolín
| Femenil                             |                        |        |    |           |           |           |
| Sara Ørskov                         | Tumbling               | 61.400 | 9  | eliminada | eliminada | eliminada |
| Varonil                             |                        |        |    |           |           |           |
| Lucas Andrea Cheung y Benjamin Kjær | Trampolín sincronizado | 58.100 | 7  | 47.650    | 6         | 6         |
| Mikkel Jørgensen                    | Mini trampolín doble   | 23.300 | 10 | eliminado | eliminado | eliminado |
| Anders Wesch                        | Tumbling               | 72.800 | 3  | 67.000    | 6         | 6         |

## Karate
| Femenil          |               |               |     |                 |     |                  |     |                   |     |               |     |   |
| Katrine Pedersen | Kumite 68 kg. | # Kayo Someya | 0:1 | # Elena Quirici | 3:1 | # Marina Rakovic | 2:2 | # Alisa Buchinger | 0:4 | # Kayo Someya | 0:3 | 4 |

## Ju-Jitsu
| Atleta                       | Competencia    | Ronda preliminar    | Ronda preliminar | Ronda preliminar                | Ronda preliminar | Semifinal              | Semifinal | Final / Tercer puesto | Final / Tercer puesto | Posición       |
| Atleta                       | Competencia    | Oponente            | Resultado        | Oponente                        | Resultado        | Oponente               | Resultado | Oponente              | Resultado             | Posición       |
| ---------------------------- | -------------- | ------------------- | ---------------- | ------------------------------- | ---------------- | ---------------------- | --------- | --------------------- | --------------------- | -------------- |
| Femenil                      |                |                     |                  |                                 |                  |                        |           |                       |                       |                |
| Rebekka Elisabeth Ziska Dahl | Combate 55 kg. | # Laure Beauchet    | 7:6              | # Panagiota Latsinou            | 50:0             | # Jessica Scricciolo   | 5:2       | # Laure Beauchet      | 9:5                   | Medalla de oro |
| Liva Tanzer                  | Combate 70 kg. | # Aafke van Leeuwen | 3:6              | # Theresa Attenberger           | 3:11             | eliminada              | eliminada | eliminada             | eliminada             | eliminada      |
| Varonil                      |                |                     |                  |                                 |                  |                        |           |                       |                       |                |
| Mikkel Brix Willard          | Combate 85 kg. | # Ivan Nastenko     | 7:5              | # Junior David Cabezas Quiñones | 15:7             | # William Seth Wenzel  | 50:0      | # Denis Belov         | 50:0                  | Medalla de oro |
| Mathias Brix Willard         | Combate 94 kg. | # Benjamin Lah      | 12:12            | # Melvin Schol                  | 14:11            | # Mohsen Hamid Aghchay | 8:9       | # Benjamin Lah        | 0:10                  | 4              |

## Motociclismo
| Atleta                                               | Fase preliminar                          | Fase preliminar | Fase preliminar                          | Fase preliminar | Fase preliminar                          | Fase preliminar | Fase preliminar                          | Fase preliminar | Fase preliminar                   | Fase preliminar | Fase preliminar                  | Fase preliminar | Fase preliminar  | Fase preliminar | Repesca    | Repesca    | Final      | Final      | Posición |
| Atleta                                               | Oponente                                 | Puntuación      | Oponente                                 | Puntuación      | Oponente                                 | Puntuación      | Oponente                                 | Puntuación      | Oponente                          | Puntuación      | Oponente                         | Puntuación      | Puntuación total | Posición        | Oponente   | Puntuación | Oponente   | Puntuación | Posición |
| ---------------------------------------------------- | ---------------------------------------- | --------------- | ---------------------------------------- | --------------- | ---------------------------------------- | --------------- | ---------------------------------------- | --------------- | --------------------------------- | --------------- | -------------------------------- | --------------- | ---------------- | --------------- | ---------- | ---------- | ---------- | ---------- | -------- |
| Varonil                                              |                                          |                 |                                          |                 |                                          |                 |                                          |                 |                                   |                 |                                  |                 |                  |                 |            |            |            |            |          |
| Kenneth Bjerre Niels Kristian Iversen Michael Jensen | Suecia Antonio Lindback Fredrik Lindgren | 3               | Reino Unido Steve Worrall Robert Lambert | 3               | Rusia Emil Saytfudinov Andrei Kudriashov | 4               | Polonia Bartosz Zmarzlik Maciej Janowski | 1               | Alemania Kai Huckenbeck Erik Riss | 3               | Australia Jason Doyle Max Fricke | 1               | 15               | 6               | eliminados | eliminados | eliminados | eliminados | 6        |

## Orientación
| Femenil                                                               |                 |                |                |
| Maja Alm                                                              | Sprint          | 13:59,50 min   | Medalla de oro |
| Cecilie Friberg Klysner                                               | Sprint          | 14:54,70 min   | 9              |
| Cecilie Friberg Klysner                                               | Media distancia | 36:25,00 min   | 4              |
| Maja Alm                                                              | Media distancia | no se presentó | no se presentó |
| Masculino                                                             |                 |                |                |
| Søren Bobach                                                          | Sprint          | 15:11,30 min   | 6              |
| Andreas Hougaard Boesen                                               | Sprint          | 15:33,70 min   | 13             |
| Søren Bobach                                                          | Media distancia | 36:30,00 min   | 9              |
| Andreas Hougaard Boesen                                               | Media distancia | 37,26,00 min   | 13             |
| Mixto                                                                 |                 |                |                |
| Cecilie Friberg Klysner Andreas Hougaard Boesen Søren Bobach Maja Alm | Relevos mixtos  | 1:02:57 h      | Medalla de oro |

## Tiro con arco
| Femenil                           |                      |     |    |               |         |                    |         |                                      |           |                             |           |                                  |           |                |
| Sarah Sønnichsen                  | Compuesto individual | 704 | 2  | -             | -       | # Christie Colin   | 144:145 | eliminada                            | eliminada | eliminada                   | eliminada | eliminada                        | eliminada | eliminada      |
| Varonil                           |                      |     |    |               |         |                    |         |                                      |           |                             |           |                                  |           |                |
| Martin Damsbo                     | Compuesto individual | 699 | 20 | # Pat Coghlan | 144:142 | # Kris Schaff      | 145:145 | # Peter Elzinga                      | 144:148   | Eliminado                   | Eliminado | Eliminado                        | Eliminado | Eliminado      |
| Stephan Hansen                    | Compuesto individual | 704 | 1  | -             | -       | # Alberto Blásquez | 149:147 | # Reo Wilde                          | 150:148   | # Peter Elzinga             | 146:141   | # Esmaeil Ebadi                  | 146:142   | Medalla de oro |
| Mixto                             |                      |     |    |               |         |                    |         |                                      |           |                             |           |                                  |           |                |
| Stephan Hansen y Sarah Sønnichsen | Compuesto            | -   | -  | -             | -       | -                  | -       | # Lukasz Przybylski y Mariya Shkolna | 157:151   | # Kris Schaff y Cassidy Cox | 153:147   | # Rodolfo González y Linda Ochoa | 156:155   | Medalla de oro |